# 芳苑白馬峰普天宮
23°55′45″N 120°19′01″E / 23.929300°N 120.316863°E
芳苑白馬峰普天宮，簡稱芳苑普天宮、白馬峰普天宮，是位於臺灣彰化縣芳苑鄉芳苑的媽祖廟，佔地廣闊。

## 沿革

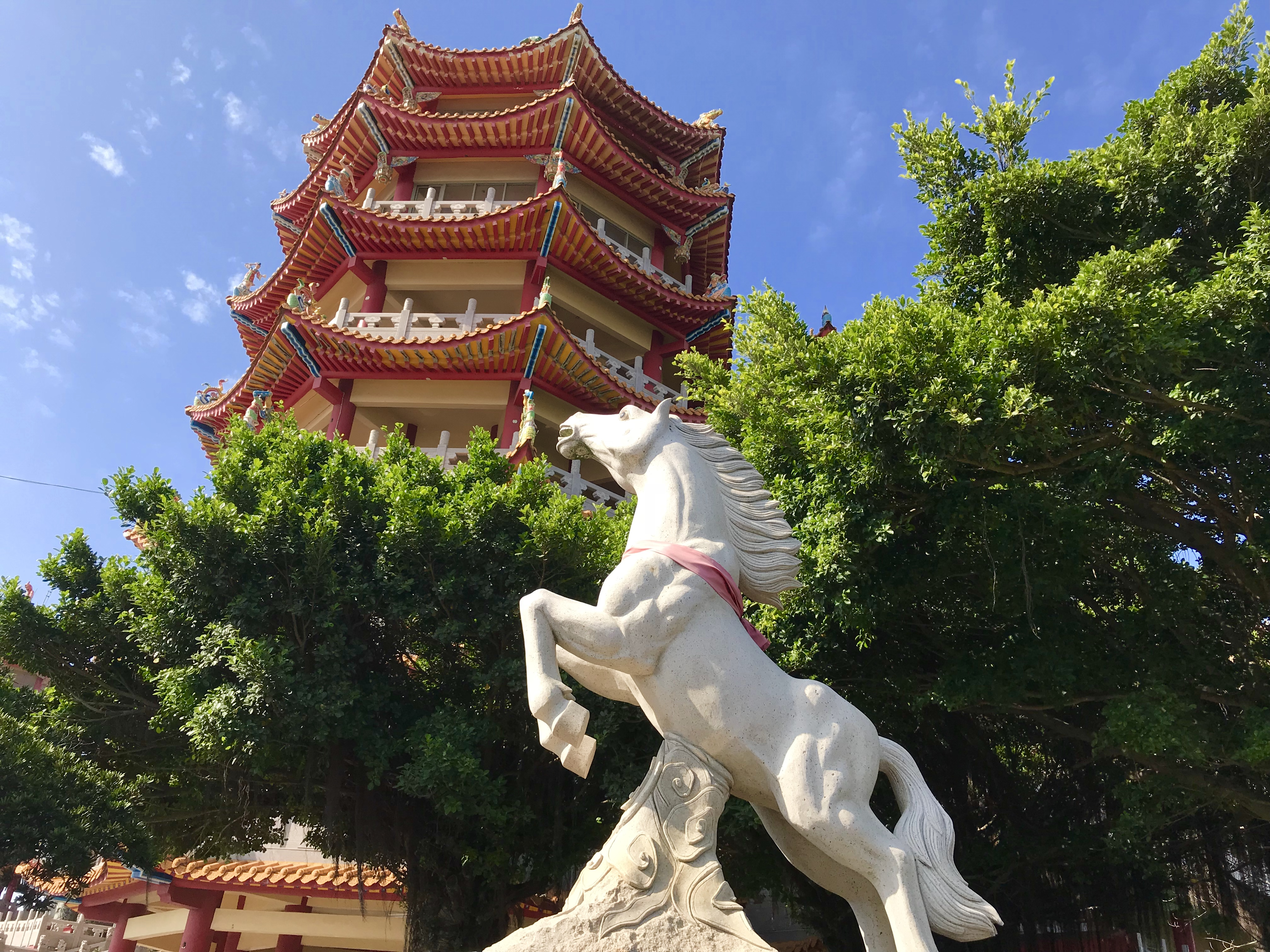
白馬像

歷史追溯至康熙三十六年（1697年），廟方內留有一塊寫著「清康熙卅六年臘月」的木牌當證明。源自福建水汎臺灣分防右哨千總陳成功，為確保航海執行任務時的安全，特地從湄洲請來媽祖神像，奉祀於船中。。因為陳將軍每次出任務皆能平安返航，1697年陳將軍任期屆滿將離台前，在設有右哨練兵場的番仔挖和當地居民合力為媽祖建立廟宇，命名普天宮，並且把來自湄洲天后宮媽祖金身奉為鎮殿媽祖。
廟宇原在海邊，因且經常發生海水暴漲倒灌，迫使普天宮先後多次遷徙，至咸豐年間再搬。1965年耗資新台幣數十萬重建完成。原位在芳中村的廟身，因村內巷道狹窄且舊寺磚瓦剝落，遂計畫在芳苑村芳漢路重建，於1991年冬動工。廟宇遷至之處為芳苑村的白馬峰，據說是因為一隻白色神馬出入而得名的小沙崙，但沙崙在二十世紀中葉遭洪水沖垮。
新廟為旅居臺灣各地的芳苑鄉親集資新台幣十億元，購地六千餘坪興建，殿高三十五公尺，一樓建坪即達一千三百八十坪，停車場廣達四千多坪，前方海邊則有四十五公頃的紅樹林。媒體視作全臺灣面積最大的媽祖廟，2000年11月14日舉行入火安座，廟址為芳苑村普天街100號。
從小居住白馬峰附近，後經營福壽牌飼料有成的金栳基金會董事長洪掛，重建了白馬峰，設立白馬像。
2007年元宵節，配祀的太歲廳啟用。
2020年12月19日，舉辦「凌宵寶殿慶成 玉皇大帝入火安座大典」。普天宮凌霄寶殿玉皇大帝金身超過4公尺高，一共耗時3年打造，且是純銅鎏金一體成型，由榮譽主委、地方人士及全台信眾捐助經費促成圓滿。

## 祭祀
1965年12月舉行三十餘年來的大拜拜時，有芳苑、芳中、芳榮、信義、仁愛這五村民參與，估計觀眾達二十萬人之多。
2018年1月17日，廟方輪到主辦彰化媽祖聯合遶境時，在王功福海宮、鹿港台灣護聖宮、伸港福安宮、彰化南瑤宮、芬園寶藏寺、員林福寧宮、社頭枋橋頭天門宮、田中乾德宮、北斗奠安宮、埤頭合興宮、二林仁和宮參與遶境活動代表見證下，彰化縣副縣長林明裕以擲筊選定出巡起駕日，但前五輪都未連續三個聖筊，創下該活動擲筊最久的紀錄。直到普天宮總幹事暨司儀聲明縣長魏明谷公務繁忙無法到場、請媽祖見諒後，才連續五個聖筊，決定在該年9月30日起駕。

## 外部連結
- 官方网站